# Liste der Baudenkmäler in Rhede
Die Liste der Baudenkmäler in Rhede enthält die denkmalgeschützten Bauwerke auf dem Gebiet der Stadt Rhede im Kreis Borken in Nordrhein-Westfalen (Stand: Juli 2021). Diese Baudenkmäler sind in der Denkmalliste der Stadt Rhede eingetragen; Grundlage für die Aufnahme ist das Denkmalschutzgesetz Nordrhein-Westfalen (DSchG NRW).

Baudenkmäler sind „Denkmäler, die aus baulichen Anlagen oder Teilen baulicher Anlagen bestehen“. Die Denkmalliste der Stadt Rhede umfasst 51 Baudenkmäler, darunter 16 Wohnhäuser, 14 Kleindenkmäler, sieben Geschäftshäuser, vier Adelssitze, drei landwirtschaftliche Gebäude, zwei Wohn- und Geschäftshäuser sowie je ein Friedhof, eine Kirche, ein Kloster, ein öffentliches Gebäude und eine Windmühle. Von den insgesamt 51 Baudenkmälern befinden sich zehn in Vardingholt, drei in Krechting sowie je eins in Büngern und Krommert.

## Allgemein
- Bild: Bild des Kulturdenkmals, ggf. zusätzlich mit einem Link zu weiteren Fotos des Kulturdenkmals im Medienarchiv Wikimedia Commons
- Bezeichnung: Name des Kulturdenkmals
- Lage: Straßenname und Hausnummer oder Flurstücknummer des Kulturdenkmal, gegebenenfalls auch den Ortsteil. Die Grundsortierung der Liste erfolgt nach dieser Adresse. Der Link (Karte) führt zu verschiedenen Kartendiensten mit der Position des Kulturdenkmals. Fehlt dieser Link, wurden die Koordinaten noch nicht eingetragen. Sind diese bekannt, können sie über ein Tool mit einer Kartenansicht einfach nachgetragen werden. In dieser Kartenansicht sind Kulturdenkmale ohne Koordinaten mit einem roten bzw. orangen Marker dargestellt und können durch Verschieben auf die richtige Position in der Karte mit Koordinaten versehen werden. Kulturdenkmale ohne Bild sind an einem blauen bzw. roten Marker erkennbar.
- Beschreibung: Kurzcharakteristik des Kulturdenkmals
- Bauzeit: Baubeginn, Fertigstellung, Datum der Erstnennung oder grobe zeitliche Einordnung entsprechend des Eintrags in der zuständigen Denkmaldatenbank
- Eingetragen seit: Datum der Erfassung in der zuständigen Denkmaldatenbank

## Liste der Baudenkmäler
Die Liste umfasst falls vorhanden eine Fotografie des Denkmals, als Bezeichnung falls vorhanden den Namen, sonst kursiv den Gebäudetyp, die Ortschaft in der das Baudenkmal liegt und die Adresse, eine kurze Beschreibung, falls bekannt die Bauzeit, das Datum der Unterschutzstellung und die Eintragungsnummer der unteren Denkmalbehörde der Stadt Rhede. Der Name entspricht dabei der Bezeichnung durch die untere Denkmalbehörde der Stadt Rhede. Abkürzungen wurden zum besseren Verständnis aufgelöst, die Typografie an die in der Wikipedia übliche angepasst und Tippfehler korrigiert.
| Bild                          | Bezeichnung                                    | Lage                                                 | Beschreibung | Bauzeit                                        | Eingetragen seit | Denkmal- nummer |
| ----------------------------- | ---------------------------------------------- | ---------------------------------------------------- | --- | ---------------------------------------------- | ---------------- | --------------- |
| weitere Bilder                | St. Gudula-Pfarrkirche                         | Markt 20 Karte                                       | neugotisches dreischiffiges Hallenlanghaus mit Zentralbau, vorgesetztem Fassadenturm im Osten und oktogonalen Mittelraum aus roten Maschinenziegeln | 1898–1901                                      | 28.05.1984       | 1               |
| ehemaliges St. Gudula-Kloster | ehemaliges St. Gudula-Kloster                  | Schloßstraße 1 Karte                                 | zweigeschossiger Bau neubarocker Dreiflügelbau | 1844 1923–1925                                 | 28.05.1984       | 2               |
| weitere Bilder                | Haus Rhede                                     | Schloßstraße 4 Karte                                 | Renaissanceschloss | 1564 (Nordostflügel) 1845–1846 (Südwestflügel) | 28.05.1984       | 3               |
| weitere Bilder                | Haus Tencking                                  | Tenckingallee 2 Karte                                | barockes zweigeschossiges Herrenhaus barocke Garten- und Hofanlagen                                                                                 | 1710                                           | 28.05.1984       | 4               |
| Haus Dorbröking               | Haus Dorbröking                                | Eichenweg 3 Karte                                    | Längsdeelenhaus Gräftenanlage | 19. Jahrhundert                                | 08.06.1984       | 5               |
| Haus Kretier                  | Haus Kretier                                   | Vardingholt Im Kretier 11 Karte                      | Grundanlage des Herrenhauses Gräfte Allee nach Osten Platz mit Kruzifix                                                                             |                                                | 08.06.1984       | 6               |
| Hotel Rössing                 | Hotel Rössing                                  | Kirchstraße 1 Karte                                  | zweigeschossiges Backsteingebäude unter Krüppelwalmdach                                                                                             | zweite Hälfte des 18. Jahrhunderts             | 25.06.1984       | 7               |
| Bürgerhaus                    | Bürgerhaus                                     | Münsterstraße 9 Karte                                | zweigeschossiges Backsteingebäude unter Mansarddach                                                                                                 | Ende des 18. Jahrhunderts                      | 24.08.1984       | 8               |
| Bürgerhaus                    | Bürgerhaus                                     | Nordstraße 19 Karte                                  | eingeschossiger Backsteinbau unter Satteldach | 1885                                           | 08.06.1984       | 9               |
| Villa                         | Villa                                          | Hardtstraße 1 Karte                                  | nachklassizistische Villa unter Walmdach | zweite Hälfte des 19. Jahrhunderts             | 24.08.1984       | 10              |
| Villa                         | Villa                                          | Hardtstraße 23 Karte                                 | nachklassizistische Villa unter Walmdach | 1920                                           | 24.08.1984       | 11              |
| Villa                         | Villa                                          | Krechtinger Straße 7                                 | Landhaus mit Ecktürmchen | 1910/1911                                      | 24.08.1984       | 12              |
| BW                            | Kötterhaus                                     | Vardingholt Kiwittstegge 22 Karte                    | Zweiständerhaus aus Backstein | erste Hälfte des 19. Jahrhunderts              | 24.08.1984       | 13              |
| Kötterhaus                    | Kötterhaus                                     | Vardingholt Am Rötering 25 Karte                     | Backsteinhaus unter Satteldach | 1843                                           | 24.08.1984       | 14              |
| weitere Bilder                | Turmwindmühle Habers                           | Krommert Habers Mühle 4 Karte                        | Turmwindmühle mit Backsteinturm |                                                | 20.11.1984       | 15              |
| Bildstock St. Nepomuk         | Bildstock St. Nepomuk                          | Bocholter Straße 1 Karte                             | barocke Sandsteinstatue | erste Hälfte des 18. Jahrhunderts              | 31.08.1984       | 16              |
| Bildstock Hl. Geist           | Bildstock Hl. Geist                            | Vardingholt Barloer Straße/Heilig-Geist-Straße Karte | Backsteinbildstock Holzplastik der Taube des Heiligen Geistes                                                                                       | 1859                                           | 31.08.1984       | 17              |
| Bildstock                     | Bildstock                                      | Vardingholt Burloer Dieck/Reyerdingstiege            | Korpus Madonna stehend mit Kind auf Backsteinsockel                                                                                                 | um 1866                                        | 31.08.1984       | 18              |
| Kruzifix                      | Kruzifix                                       | Vardingholt Brooker Stegge 5 Karte                   | barocker Korpus auf Holzkreuz | 18. Jahrhundert                                | 31.08.1984       | 19              |
| Hochkreuz                     | Hochkreuz                                      | Vardingholt Gronauer Straße/Bokenweg Karte           | schmiedeeisernes Kreuz |                                                | 30.11.1984       | 20              |
| Bildstock                     | Bildstock                                      | Krommerter Weg Karte                                 | Sandsteinplattenaufsatz auf Mensaplatte und Sockel                                                                                                  | 18. Jahrhundert                                | 31.08.1984       | 21              |
|                               | Wegekapelle                                    | Krechtinger Straße                                   | spätgotischer Sandsteinaufsatz auf Altarmensa | 19. Jahrhundert                                | 30.11.1984       | 22              |
| Kruzifix                      | Kruzifix                                       | Krechting Lönsweg / Rheder Straße Karte              | Sandstein-Hochkreuz auf Backsteinsockel | Mitte des 18. Jahrhunderts                     | 30.11.1984       | 23              |
| Bildstock St. Nepomuk         | Bildstock St. Nepomuk                          | Krechting Rheder Straße 1 Karte                      | barocke Sandsteinstatue | 1776                                           | 31.08.1984       | 24              |
| BW                            | Kruzifix                                       | Hessenspoor Karte                                    | barockes Sandstein-Kruzifix auf Backsteinsockel | 1774                                           | 31.08.1984       | 25              |
| Bildstock                     | Bildstock                                      | Bergstraße/Lindenstraße                              | Statue der Heiligen Anna auf neubarockem Sockel | zweite Hälfte des 18. Jahrhunderts             | 31.08.1984       | 26              |
| BW                            | Grenzstein der deutsch-niederländischen Grenze | Vardingholt Reyerdingstiege 34 Karte                 | Sandsteinquader | 1766                                           | 31.08.1984       | 27              |
| Bürgerhaus                    | Bürgerhaus                                     | Hohe Straße 5 Karte                                  | zweigeschossiges klassizistisches Bürgerhaus unter Krüppelwalmdach                                                                                  | 1818                                           | 15.05.1985       | 28              |
| Haus                          | Haus                                           | Hohe Straße 10, 12 Karte                             | spätklassizistische Fassade Gewölbekeller | etwa 1860                                      | 06.05.1985       | 29              |
| Haus                          | Haus                                           | Markt 14                                             | zweigeschossiges Wohnhaus unter Mansarddach | 1923                                           | 20.05.1985       | 30              |
| Bürgerhaus                    | Bürgerhaus                                     | Münsterstraße 3                                      | eingeschossiges Bürgerhaus unter Krüppelwalmdach | 1779                                           | 06.05.1985       | 31              |
| Haus                          | Haus                                           | Burloer Straße 13                                    | Fassade | zweite Hälfte des 19. Jahrhunderts             | 15.05.1985       | 32              |
| Fachwerkhaus                  | Fachwerkhaus                                   | Nordstraße 29                                        | Zweiständer-Fachwerkhaus | Anfang des 19. Jahrhunderts                    | 06.05.1985       | 33              |
| Brennerei Tangerding          | Brennerei Tangerding                           | Vardingholt Alter Kirchweg 18 Karte                  | zweigeschossiges Wohnhaus unter Walmdach Marienfigur                                                                                                | 19. Jahrhundert                                | 22.05.1985       | 34              |
| BW                            | Bauernhaus                                     | Büngern Büngerner Heide 3 Karte                      | Backsteinbauernhaus unter Satteldach | 1887                                           | 22.05.1985       | 35              |
| Bauernhof Rümping             | Bauernhof Rümping                              | Krommert Ächterkrommert 19                           | Backsteinbauernhaus unter Satteldach | 1870                                           | 21.05.1985       | 36              |
| Haus Bitterhoff               | Haus Bitterhoff                                | Kirchstraße 6                                        | verputztes Haus |                                                | 29.09.1985       | 37              |
| Hotel „Altes Gasthaus Essing“ | Hotel „Altes Gasthaus Essing“                  | Kirchstraße 10 Karte                                 | zweigeschossiges Backsteingebäude unter Walmdach |                                                | 29.09.1985       | 38              |
| Hotel Hengstermann            | Hotel Hengstermann                             | Markt 1 Karte                                        | zweigeschossiger Putzbau | um 1900                                        | 29.09.1985       | 39              |
| BW                            | Haus Schüling                                  | Markt 2 Karte                                        | neurenaissancistisches Backstein-Geschäftshaus |                                                | 29.09.1985       | 40              |
| BW                            | Haus New Orleans                               | Markt 8 Karte                                        | zweigeschossiger Backsteinbau | Ende des 19. Jahrhunderts                      | 29.09.1985       | 41              |
| BW                            | Haus Rademacher                                | Markt 10 Karte                                       | zweigeschossiges Bürgerhaus | 1811                                           | 29.09.1985       | 42              |
| Haus Sladeczek                | Haus Sladeczek                                 | Markt 18                                             | spätklassizistische Trauffassade | Mitte des 19. Jahrhunderts                     | 29.09.1985       | 43              |
|                               | Haus Rethmann                                  | Markt 19                                             | Fassade | frühes 19. Jahrhundert                         | 29.09.1985       | 44              |
| Gaststätte Dücking            | Gaststätte Dücking                             | Burloer Straße 6                                     | zweigeschossiger Backstubeneinbau | um 1900                                        | 29.09.1985       | 45              |
| Marienstatue                  | Marienstatue                                   | Marktplatz                                           | historistische Freiplastik | 1872                                           | 29.09.1985       | 46              |
| Madonnenstatue                | Madonnenstatue                                 | Vardingholt Am Rötering 21 Karte                     | Sandsteinstatue | Ende des 19. Jahrhunderts                      | 05.09.1985       | 47              |
| Bahnhof Rhede mit Vorplatz    | Bahnhof Rhede mit Vorplatz                     | Bahnhofstraße 52 Karte                               | zweigeschossiger Ziegelsteinbau | 1929                                           | 07.02.1989       | 48              |
| Alter Friedhof                | Alter Friedhof                                 | Am Fildeken/Kolpingstraße/Mittelmannstraße Karte     | Rechteckanlage mit Hauptwegen 32 Grabmäler | 1807                                           | 18.12.1991       | 49              |
| Haus Ketteler                 | Haus Ketteler                                  | Krechting Rheder Straße 1 Karte                      | Backsteinmassivbau unter Walmdach | 1933                                           | 09.12.1994       | 50              |
| Haus                          | Haus                                           | Nordstraße 40                                        | Backsteingebäude | 1905–1908                                      | 22.02.1996       | 51              |